# سیارک ۱۱۳۵۳
سیارک ۱۱۳۵۳ (به انگلیسی: 11353 Guillaume، نامگذاری:1997XX5) یازده هزار و سیصد و پنجاه و سومین سیارک کشف شده‌است که در ۵ دسامبر ۱۹۹۷ کشف شد.
قدر مطلق سیارک برابر ۱۳٫۴۰ است.